# Cranham (Gloucestershire)
Cranham est une paroisse civile et un village du Gloucestershire, en Angleterre.
Atteint de la tuberculose, George Orwell séjourna dans le sanatorium du village en 1949. Le bâtiment sera cependant détruit en 1956.